# Campionato europeo delle nazioni 2006-2008 (rugby a 15)
Il Campionato europeo delle nazioni 2006-08 (in francese Championnat d'Europe des nations 2006-08) fu la 6ª edizione del campionato europeo delle nazioni, la 41ª edizione del torneo internazionale organizzato dalla FIRA ‒ Associazione Europea di Rugby e, relativamente alla sua prima divisione, il 37º campionato europeo di rugby a 15.
Si tenne dal 3 febbraio 2007 al 10 maggio 2008 tra 6 squadre che si affrontarono con la formula del girone unico con gare di andata e ritorno.
Come nel biennio precedente, alla squadra prima classificata fu destinato il titolo di campione europeo, e all'ultima in classifica toccò la retrocessione in divisione 2.A.
Le cinque divisioni inferiori alla prima (2.A, 2.B, 3.A, 3.B e 3.C) si tennero anch'esse a girone unico su base biennale con promozione del primo classificato alla categoria superiore e retrocessione dell'ultimo in quella inferiore; per la categoria 3.D, invece, fatta salva la retrocessione dell'ultimo classificato dalla divisione 3.C, non vi furono promozioni automatiche: fu previsto spareggio tra la penultima della categoria 3.C e la vincitrice della divisione più bassa.
La prima divisione fu vinta dalla Georgia, campione d'Europa per la seconda volta.
La retrocessa Rep. Ceca fu rimpiazzata dalla Germania, al ritorno in massima divisione dopo 25 anni.

## Squadre partecipanti
Situazione all'inizio della stagione 2006-07.
| 1ª divisione | Divisione 2.A | Divisione 2.B | Divisione 3.A | Divisione 3.B | Divisione 3.C        | Divisione 3.D |
| ------------ | ------------- | ------------- | ------------- | ------------- | -------------------- | ------------- |
| Georgia      | Belgio        | Andorra       | Armenia       | Austria       | Bosnia ed Erzegovina | Azerbaigian   |
| Portogallo   | Germania      | Croazia       | Danimarca     | Bulgaria      | Finlandia            | Cipro         |
| Rep. Ceca    | Moldavia      | Lettonia      | Serbia        | Lituania      | Israele              | Grecia        |
| Romania      | Paesi Bassi   | Malta         | Svezia        | Norvegia      | Lussemburgo          | Monaco        |
| Russia       | Ucraina       | Polonia       | Svizzera      | Ungheria      | Slovenia             | Slovacchia    |
| Spagna       |               |               |               |               |                      |               |

## 1ª divisione
| Arbitro: | Colin Stanley |

|            |      |                        |
| Petre      | mt   | A. Giorgadze Udessiani |
|            | tr   | Kvirikashvili (2)      |
| Vlaicu (3) | c.p. | Kvirikashvili (2)      |
| Tofan      | drop |                        |

| Arbitro: | Hervé Dubes |

|               |      |           |
| Mateus V. Uva | mt   | Cidre (2) |
| Pinto         | tr   | Roque     |
| Pinto (3)     | c.p. | Roque (2) |

| Arbitro: | Andy Macpherson |

|              |      |                                                          |
| Cano         | mt   | Galinovskij Garbuzov Gvozdovskij (2) J. Kušnarëv Šakirov |
|              | tr   | Motorin (3)                                              |
| Olivares (3) | c.p. | J. Kušnarëv                                              |

| Arbitro: | Maurizio Vancini |

|                                                         |    |                  |
| Calafeteanu I. Dumitraș (2) Fercu (2) Petre Socol Țincu | mt | Mota Salazar     |
| Calafeteanu Dumbravă Vlaicu (3)                         | tr | Alvárez Olivares |

| Arbitro: | James Jones |

|            |      |                                                    |
| Hudák      | mt   | Brezoianu Calafeteanu (2) Rațiu Socol Țincu Toniţa |
| Tomčík     | tr   | Calafeteanu Dumbravă (3)                           |
| Tomčík (2) | c.p. | Dumbravă                                           |

| Arbitro: | Dean D. Richards |

|                 |      |                          |
| Marlet (2) Mota | mt   | Bolghashvili (2) Shkinin |
| Roque (2)       | tr   | Kvirikashvili            |
| Roque (4)       | c.p. |                          |

| Arbitro: | Franck Maciello |

|                                          |      |                 |
| Chkhaidze Labadze Mtchedlishvili tecnica | mt   |                 |
| J̌imsheladze (4)                          | tr   |                 |
| J̌imsheladze                              | c.p. | J. Kušnarëv (4) |

| Arbitro: | Éric Gauzins |

| |      |        |
| Dadunashvili (3) Eloshvili Giorgadze J̌imsheladze Kacharava Khamashuridze Kvirikashvili Maisuradze Mtchedlishvili Shkinin Urjukashvili (3) tecnica | mt   |        |
| Kvirikashvili (9) | tr   |        |
| | drop | Krejčí |

| Arbitro: | Bruno Bessot |

|                                                                |      |            |
| Galinovskij (3) Grezev Gvozdovskij Ignat'ev Kuzin (2) Soldatov | mt   |            |
| Ignat'ev (2) J. Kušnarëv Motorin (4)                           | tr   |            |
| Motorin                                                        | c.p. | Tomčík (2) |

| Arbitro: | Neil Paterson |

|               |      |                                     |
| Krejčí Syrový | mt   | Feijoo (2) D. Hernández Sempere (3) |
| Tomčík        | tr   | Roque (3)                           |
| Tomčík        | c.p. |                                     |

| Arbitro: | David Keane |

|                      |      |                         |
| D.P. Mateus Mesquita | mt   | Chrochin Kulemin        |
|                      | tr   | J. Kušnarëv             |
| D.P. Mateus          | c.p. | J. Kušnarëv (2) Motorin |

| Arbitro: | Paolo Ventura |

|        |      |                     |
|        | mt   | D.P. Mateus Portela |
| Krejčí | c.p. | Pinto (3)           |

| Arbitro: | Bernard dal Maso |

|                                            |      |  |
| Álvarez Cano Feijoo Sempere (2) Tourtoulou | mt   |  |
| Olivares (5)                               | tr   |  |
| Olivares (2)                               | c.p. |  |

| Arbitro: | Andy Macpherson |

|              |      |                                     |
|              | mt   | Gvozdovskij J. Kušnarëv Priščepenko |
|              | tr   | J. Kušnarëv Motorin                 |
| Dumbravă (4) | c.p. | Motorin                             |

| Arbitro: | Tim Hayes |

|          |      |                     |
| Mesquita | mt   | Dascălu Popârlan    |
|          | tr   | Vlaicu (2)          |
|          | c.p. | Dumbravă (2) Vlaicu |
| Malheiro | drop |                     |

| Arbitro: | Giulio de Santis |

|                                                       |      |        |
| Basilaia Dadunashvili Gigauri Kacharava Khamashuridze | mt   |        |
| Kiasashvili Kvirikashvili (2)                         | tr   |        |
|                                                       | c.p. | Cabral |

| Arbitro: | Neil Ballard |

|               |      |        |
| Gorgodze      | mt   | Țincu  |
| Barkalaia     | tr   | Vlaicu |
| Barkalaia (4) | c.p. |        |
| Malaguradze   | drop |        |

| Arbitro: | Bruno Bessot |

|                                   |      |        |
| Cabral Mesquita J. Uva (2) V. Uva | mt   |        |
| Cabral (4)                        | tr   |        |
|                                   | c.p. | Krejčí |
| Cabral (3)                        | drop | Krejčí |

| Arbitro: | Neil Paterson |

|            |      |             |
|            | mt   | Chkhikvadze |
| Cabral (2) | c.p. | Barkalaia   |
|            | drop | Malaguradze |

| Arbitro: | Mauro Dordolo |

|          |      |                      |
| Camacho  | mt   | Coste Petre Popârlan |
|          | tr   | Calafeteanu          |
| Nava (2) | c.p. |                      |

| Arbitro: | Andrew Small |

|                                    |      |              |
| Gvozdovskij (2) Kuzin (2) Marčenko | mt   | Correia Mira |
| J. Kušnarëv Motorin                | tr   | Cabral (2)   |
| Motorin (4)                        | c.p. | Cabral (4)   |

| Arbitro: | Simon McDowell |

|                       |      |            |
| Dimofte Nere Popârlan | mt   |            |
| Dumbravă Vlaicu       | tr   |            |
|                       | c.p. | Cabral (5) |

| Arbitro: | Jean-Pierre Pellaprat |

|                                     |      |          |
| Galinovskij Chrochin Kuzin Ostrikov | mt   | Sempere  |
| J. Kušnarëv (2)                     | tr   | Nava     |
| J. Kušnarëv (4) Motorin (2)         | c.p. | Nava (3) |

| Arbitro: | Colin Stanley |

|                 |      |         |
|                 | mt   | Ursache |
| J. Kušnarëv (4) | c.p. | Vlaicu  |

| Arbitro: | Stefano Mancini |

|                                                                   |      |            |
| Basalau Bigiu Ciuntu (3) Dimofte Fercu (2) Macovei Mersoiu Vlaicu | mt   | Šuster     |
| Dumbravă Vlaicu (8)                                               | tr   | Vokrouhlík |
| Vlaicu                                                            | drop |            |

| Arbitro: | Jean-Pierre Matheu |

|                                      |      |             |
| Chkhikvadze Dadunashvili Malaguradze | mt   |             |
| Kiasashvili Malaguradze              | tr   |             |
| Vokrouhlík                           | c.p. | Malaguradze |

| Arbitro: | Franck Maciello |

|                 |      |                     |
|                 | mt   | Kacharava Urushadze |
|                 | tr   | Barkalaia           |
| J. Kušnarëv (4) | c.p. | Barkalaia (2)       |

| Arbitro: | Tim Wigglesworth |

|            |      |                                                                |
|            | mt   | Botvinnikov Garbuzov Gvozdovskij Kobzev Kuzin Matve'ev Travkin |
|            | tr   | J. Kušnarëv (2) Motorin (2)                                    |
| Vokrouhlík | c.p. | J. Kušnarëv Motorin                                            |

| Arbitro: | Carlo Damasco |

|                        |      |             |
| Gorgodze (3) Urushadze | mt   | Cano Feijoo |
| Barkalaia              | tr   | Gratton (2) |
|                        | c.p. | Gratton (2) |

| Arbitro: | Éric Darrière |

|                       |      |                   |
| Cano Insausti tecnica | mt   | Aguilar D. Mateus |
| Gratton (3)           | tr   | D. Pinto J. Pinto |
|                       | c.p. | J. Pinto          |

### Classifica
|               | Classifica | G  | V | N | P  | PF  | PS  | P±   | PT |
| ------------- | ---------- | -- | - | - | -- | --- | --- | ---- | -- |
|               | Georgia    | 10 | 9 | 0 | 1  | 292 | 114 | +178 | 28 |
|               | Russia     | 10 | 8 | 0 | 2  | 312 | 147 | +165 | 26 |
|               | Romania    | 10 | 6 | 0 | 4  | 277 | 144 | +133 | 22 |
|               | Spagna     | 10 | 4 | 0 | 6  | 233 | 240 | -7   | 18 |
|               | Portogallo | 10 | 3 | 0 | 7  | 174 | 196 | -22  | 16 |
| Retrocessione | Rep. Ceca  | 10 | 0 | 0 | 10 | 59  | 506 | -447 | 10 |

## 2ª divisione

### Divisione 2.A
| Data       | Incontro               | Risultato | Sede       |
| ---------- | ---------------------- | --------- | ---------- |
| 4-11-2006  | Belgio ― Ucraina       | 24-11     | Bruxelles  |
| 11-11-2006 | Moldavia ― Germania    | 26-24     | Chișinău   |
| 18-11-2006 | Paesi Bassi ― Ucraina  | 18-29     | Amsterdam  |
| 18-11-2006 | Germania ― Belgio      | 32-13     | Heidelberg |
| 25-11-2006 | Moldavia ― Paesi Bassi | 43-7      | Chișinău   |
| 21-4-2007  | Ucraina ― Germania     | 14-22     | Kiev       |
| 21-4-2007  | Belgio ― Moldavia      | 27-29     | Bruxelles  |
| 28-4-2007  | Germania ― Paesi Bassi | 21-12     | Hannover   |
| 5-5-2007   | Ucraina ― Moldavia     | 16-17     | Kiev       |
| 5-5-2007   | Paesi Bassi ― Belgio   | 20-27     | Amsterdam  |
| 10-11-2007 | Ucraina ― Paesi Bassi  | 13-7      | Kiev       |
| 10-11-2007 | Belgio ― Germania      | 32-18     | Bruxelles  |
| 17-11-2007 | Paesi Bassi ― Moldavia | 13-15     | Amsterdam  |
| 24-11-2007 | Germania ― Moldavia    | 34-5      | Heidelberg |
| 24-11-2007 | Ucraina ― Belgio       | 15-18     | Kiev       |
| 12-4-2008  | Moldavia ― Belgio      | 19-22     | Chișinău   |
| 19-4-2008  | Germania ― Ucraina     | 13-5      | Hannover   |
| 26-4-2008  | Paesi Bassi ― Germania | 17-27     | Amsterdam  |
| 3-5-2008   | Moldavia ― Ucraina     | 9-14      | Chișinău   |
| 3-5-2008   | Belgio ― Paesi Bassi   | 51-3      | Bruxelles  |

|               | Classifica  | G | V | N | P | PF  | PS  | P±   | PT |
| ------------- | ----------- | - | - | - | - | --- | --- | ---- | -- |
|               | Germania    | 8 | 6 | 0 | 2 | 191 | 124 | +67  | 20 |
|               | Belgio      | 8 | 6 | 0 | 2 | 214 | 147 | +67  | 20 |
|               | Moldavia    | 8 | 5 | 0 | 3 | 163 | 157 | +6   | 18 |
|               | Ucraina     | 8 | 3 | 0 | 5 | 117 | 128 | -11  | 14 |
| Retrocessione | Paesi Bassi | 8 | 0 | 0 | 8 | 97  | 226 | -129 | 8  |

### Divisione 2.B
| Data       | Incontro           | Risultato | Sede     |
| ---------- | ------------------ | --------- | -------- |
| 7-10-2006  | Polonia ― Andorra  | 54-8      | Cracovia |
| 28-10-2006 | Croazia ― Polonia  | 11-12     | Macarsca |
| 29-10-2006 | Lettonia ― Malta   | 27-16     | Riga     |
| 4-11-2006  | Andorra ― Lettonia | 21-34     | Andorra  |
| 4-11-2006  | Malta ― Croazia    | 18-40     | Paola    |
| 31-3-2007  | Croazia ― Lettonia | 7-27      | Macarsca |
| 7-4-2007   | Andorra ― Croazia  | 24-13     | Andorra  |
| 5-5-2007   | Lettonia ― Polonia | 9-33      | Riga     |
| 12-5-2007  | Malta ― Andorra    | 31-24     | Paola    |
| 19-5-2007  | Polonia ― Malta    | 36-3      | Siedlce  |
| 29-5-2007  | Andorra ― Polonia  | 5-33      | Andorra  |
| 27-10-2007 | Polonia ― Croazia  | 14-15     | Gdynia   |
| 10-11-2007 | Croazia ― Malta    | 24-9      | Macarsca |
| 17-11-2007 | Malta ― Lettonia   | 16-13     | Paola    |
| 24-11-2007 | Lettonia ― Andorra | 16-13     | Riga     |
| 19-4-2008  | Croazia ― Andorra  | 15-10     | Spalato  |
| 26-4-2008  | Polonia ― Lettonia | 55-0      | Koszalin |
| 10-5-2008  | Malta ― Polonia    | 16-29     | Paola    |
| 10-5-2008  | Lettonia ― Croazia | 20-8      | Riga     |
| 17-5-2008  | Andorra ― Malta    | 17-16     | Andorra  |

|               | Classifica | G | V | N | P | PF  | PS  | P±   | PT |
| ------------- | ---------- | - | - | - | - | --- | --- | ---- | -- |
|               | Polonia    | 8 | 7 | 0 | 1 | 266 | 67  | +199 | 22 |
|               | Lettonia   | 8 | 5 | 0 | 3 | 150 | 165 | -15  | 18 |
|               | Croazia    | 8 | 4 | 0 | 4 | 133 | 134 | -1   | 16 |
|               | Malta      | 8 | 2 | 0 | 6 | 125 | 210 | -85  | 12 |
| Retrocessione | Andorra    | 8 | 2 | 0 | 6 | 118 | 216 | -98  | 12 |

## 3ª divisione

### Divisione 3.A
| Data       | Incontro             | Risultato | Sede             |
| ---------- | -------------------- | --------- | ---------------- |
| 30-9-2006  | Armenia ― Svizzera   | 16-29     | Vienne           |
| 7-10-2006  | Svizzera ― Serbia    | 30-9      | Nyon             |
| 21-10-2006 | Svezia ― Armenia     | 24-0      | Helsingborg      |
| 28-10-2006 | Danimarca ― Svezia   | 13-23     | Odense           |
| 4-11-2006  | Serbia ― Danimarca   | 34-23     | Belgrado         |
| 31-3-2007  | Svizzera ― Danimarca | 22-24     | Basilea          |
| 7-4-2007   | Danimarca ― Armenia  | 3-11      | Odense           |
| 14-4-2007  | Serbia ― Svezia      | 12-30     | Belgrado         |
| 5-5-2007   | Svezia ― Svizzera    | 6-0       | Eskilstuna       |
| 1-9-2007   | Armenia ― Svezia     | 16-12     | Bourgoin-Jallieu |
| 6-10-2007  | Svizzera ― Armenia   | 15-28     | Nyon             |
| 27-10-2007 | Danimarca ― Serbia   | 17-17     | Odense           |
| 3-11-2007  | Svezia ― Danimarca   | 8-6       | Helsingborg      |
| 24-11-2007 | Serbia ― Svizzera    | 5-13      | Belgrado         |
| 5-4-2008   | Danimarca ― Svizzera | 13-28     | Odense           |
| 12-4-2008  | Armenia ― Danimarca  | 24-13     | Erevan           |
| 19-4-2008  | Svizzera ― Svezia    | 16-28     | Nyon             |
| 26-4-2008  | Svezia ― Serbia      | 22-3      | Stoccolma        |
| 10-5-2008  | Armenia ― Serbia     | 25-0      | Erevan           |
| 24-5-2008  | Serbia ― Armenia     | 19-8      | Belgrado         |

|               | Classifica | G | V | N | P | PF  | PS  | P±  | PT |
| ------------- | ---------- | - | - | - | - | --- | --- | --- | -- |
|               | Svezia     | 8 | 7 | 0 | 1 | 153 | 66  | +87 | 22 |
|               | Armenia    | 8 | 5 | 0 | 3 | 128 | 115 | +13 | 18 |
|               | Svizzera   | 8 | 4 | 0 | 4 | 150 | 129 | +24 | 16 |
|               | Serbia     | 8 | 2 | 1 | 5 | 99  | 168 | -69 | 13 |
| Retrocessione | Danimarca  | 8 | 1 | 1 | 6 | 112 | 165 | -55 | 11 |

### Divisione 3.B
| Data       | Incontro            | Risultato | Sede           |
| ---------- | ------------------- | --------- | -------------- |
| 7-10-2006  | Norvegia ― Ungheria | 8-13      | Stavanger      |
| 28-10-2006 | Ungheria ― Bulgaria | 42-3      | Kecskemét      |
| 28-10-2006 | Lituania ― Norvegia | 37-15     | Vilnius        |
| 18-11-2006 | Bulgaria ― Lituania | 10-50     | Etropole       |
| 21-4-2007  | Ungheria ― Austria  | 27-5      | Dunaújváros    |
| 5-5-2007   | Austria ― Bulgaria  | 7-3       | Vienna         |
| 19-5-2007  | Austria ― Lituania  | 0-27      | Vienna         |
| 19-5-2007  | Bulgaria ― Norvegia | 25-10     | Sofia          |
| 2-6-2007   | Lituania ― Ungheria | 36-7      | Vilnius        |
| 9-6-2007   | Norvegia ― Austria  | 22-8      | Osen           |
| 27-10-2007 | Lituania ― Bulgaria | 64-3      | Vilnius        |
| 27-10-2007 | Ungheria ― Norvegia | 5-3       | Székesfehérvár |
| 17-11-2007 | Bulgaria ― Ungheria | 32-6      | Etropole       |
| 26-4-2008  | Austria ― Norvegia  | 3-3       | Vienna         |
| 3-5-2008   | Lituania ― Austria  | 48-0      | Vilnius        |
| 10-5-2008  | Norvegia ― Bulgaria | 44-21     | Stavanger      |
| 17-5-2008  | Ungheria ― Lituania | 12-13     | Vilnius        |
| 24-5-2008  | Bulgaria ― Austria  | 16-0      | Sofia          |
| 7-6-2008   | Norvegia ― Lituania | 9-40      | Tønsberg       |
| 8-6-2008   | Austria ― Ungheria  | 9-6       | Vienna         |

|               | Classifica | G | V | N | P | PF  | PS  | P±   | PT |
| ------------- | ---------- | - | - | - | - | --- | --- | ---- | -- |
|               | Lituania   | 8 | 8 | 0 | 0 | 315 | 56  | +259 | 24 |
|               | Ungheria   | 8 | 5 | 0 | 3 | 144 | 83  | +61  | 18 |
|               | Norvegia   | 8 | 2 | 1 | 5 | 114 | 152 | -38  | 13 |
|               | Austria    | 8 | 2 | 1 | 5 | 32  | 152 | -120 | 13 |
| Retrocessione | Bulgaria   | 8 | 2 | 0 | 6 | 87  | 249 | -162 | 12 |

### Divisione 3.C
| Data       | Incontro                           | Risultato | Sede        |
| ---------- | ---------------------------------- | --------- | ----------- |
| 30-9-2006  | Lussemburgo ― Finlandia            | 16-8      | Lussemburgo |
| 7-10-2006  | Bosnia ed Erzegovina ― Finlandia   | 7-14      | Zenica      |
| 28-10-2006 | Israele ― Slovenia                 | 5-28      | Netanya     |
| 21-4-2007  | Bosnia ed Erzegovina ― Lussemburgo | 12-17     | Zenica      |
| 28-4-2007  | Israele ― Bosnia ed Erzegovina     | 34-13     | Netanya     |
| 5-5-2007   | Slovenia ― Lussemburgo             | 25-16     | Lubiana     |
| 19-5-2007  | Slovenia ― Bosnia ed Erzegovina    | 77-5      | Lubiana     |
| 20-5-2007  | Lussemburgo ― Israele              | 22-16     | Lussemburgo |
| 26-5-2007  | Finlandia ― Slovenia               | 6-21      | Helsinki    |
| 2-6-2007   | Finlandia ― Israele                | 27-20     | Jyväskylä   |
| 27-10-2007 | Lussemburgo ― Bosnia ed Erzegovina | 30-3      | Lussemburgo |
| 27-10-2007 | Slovenia ― Finlandia               | 32-3      | Lubiana     |
| 19-4-2008  | Lussemburgo ― Slovenia             | 3-10      | Lussemburgo |
| 20-4-2008  | Bosnia ed Erzegovina ― Israele     | 27-19     | Zenica      |
| 26-4-2008  | Slovenia ― Israele                 | 3-10      | Lubiana     |
| 3-5-2008   | Israele ― Lussemburgo              | 20-12     | Netanya     |
| 10-5-2008  | Bosnia ed Erzegovina ― Slovenia    | 22-17     | Zenica      |
| 17-5-2008  | Finlandia ― Bosnia ed Erzegovina   | 3-3       | Helsinki    |
| 24-5-2008  | Finlandia ― Lussemburgo            | 11-10     | Helsinki    |
| 31-5-2008  | Israele ― Finlandia                | 22-12     | Netanya     |

|               | Classifica           | G | V | N | P | PF  | PS  | P±   | PT |
| ------------- | -------------------- | - | - | - | - | --- | --- | ---- | -- |
|               | Slovenia             | 8 | 7 | 0 | 1 | 227 | 65  | +162 | 22 |
|               | Lussemburgo          | 8 | 4 | 0 | 4 | 126 | 105 | +21  | 16 |
|               | Finlandia            | 8 | 3 | 1 | 4 | 84  | 131 | -47  | 15 |
|               | Israele              | 8 | 3 | 0 | 5 | 141 | 158 | -17  | 14 |
| Retrocessione | Bosnia ed Erzegovina | 8 | 2 | 1 | 5 | 92  | 211 | -119 | 13 |

### Divisione 3.D
La divisione 3.D si tenne a girone unico nella stagione 2007-08, ma un preliminare di spareggio tenutosi nella stagione 2006-07 che servì a promuovere una tra Azerbaigian, Grecia, Monaco e Slovacchia alla divisione 3.C 2008-10.
L'incontro del primo turno di spareggio tra Monaco e Slovacchia fu vinto 6-0 dai monegaschi che, tuttavia, si videro annullare il risultato da FIRA-AER per via della posizione irregolare di un giocatore straniero equiparato.
Lo spareggio fu vinto dalla Grecia; il successivo torneo di terza divisione D si tenne a Cipro nell'autunno 2007.
Al termine del biennio fu previsto uno spareggio tra la vincitrice della divisione 3.D 2007-08, che risultò essere Cipro, e la penultima della divisione 3.C, Israele, per la permanenza nella categoria o l'eventuale promozione.
A vincere, l'8 settembre 2008, fu Israele che batté a Netanya i ciprioti con il punteggio di 23-14 e, oltre a evitare la retrocessione, continuò il suo percorso di qualificazione alla Coppa del Mondo di rugby 2011 insieme alle altre squadre della divisione 3.C del biennio 2008-10.

#### Turno preliminare
|  | Primo turno | Primo turno | Primo turno | Primo turno | Primo turno |  |  | Secondo turno | Secondo turno | Secondo turno |  |
|  |             |             |             |             |             |  |  |               |               |               |  |
|  | Azerbaigian | Azerbaigian | 5           | 10          | 15          |  |  |               |               |               |  |
|  | Grecia      | Grecia      | 20          | 45          | 65          |  |  | Grecia        | Grecia        | 20            |  |
|  | Slovacchia  | Slovacchia  | Slovacchia  | 6           | 6           |  |  | Slovacchia    | Slovacchia    | 17            |  |
|  | Monaco      | Monaco      | Monaco      | 0           | 0           |  |  |               |               |               |  |

#### Torneo a girone unico
| Data       | Incontro                 | Risultato | Sede    |
| ---------- | ------------------------ | --------- | ------- |
| 28-10-2007 | Cipro ― Azerbaigian      | 29-0      | Pafo    |
| 31-10-2007 | Slovacchia ― Azerbaigian | 33-18     | Nicosia |
| 31-10-2007 | Cipro ― Monaco           | 19-10     | Nicosia |
| 3-11-2007  | Cipro ― Slovacchia       | 38-8      | Pafo    |
| 3-11-2007  | Monaco ― Azerbaigian     | 41-3      | Pafo    |

|  | Classifica  | G | V | N | P | PF | PS  | P±  | PT |
|  | ----------- | - | - | - | - | -- | --- | --- | -- |
|  | Cipro       | 3 | 3 | 0 | 0 | 86 | 21  | +65 | 9  |
|  | Monaco      | 2 | 1 | 0 | 1 | 51 | 22  | +29 | 4  |
|  | Slovacchia  | 2 | 1 | 0 | 1 | 71 | 26  | -15 | 4  |
|  | Azerbaigian | 3 | 0 | 0 | 3 | 24 | 103 | -79 | 3  |